# Amancio Ortega Gaona
Pour les articles homonymes, voir Ortega et Gaona.
Amancio Ortega Gaona, né le 28 mars 1936 à Busdongo de Arbas (province de León en Espagne), est un homme d'affaires espagnol, créateur de la marque de vêtements Zara et fondateur du groupe textile international Inditex. Il s'est aujourd'hui aussi diversifié dans l'hôtellerie (la chaîne espagnole NH), l'électricité, etc. Forbes le désigne en 2024 comme « l'homme le plus riche d'Espagne ».

## Biographie
Le plus jeune de quatre enfants, Amancio Ortega est né à Busdongo de Arbas dans la famille d'un cheminot espagnol Antonio Ortega Rodríguez. Sa mère, Josefa Gaona Hernández travaillait comme domestique dans une riche famille de financiers allemands. En raison de la pauvreté de la famille, Amancio n'a pas pu terminer ses études secondaires et dès l'âge de 13 ans, il a commencé à travailler comme coursier dans un magasin de textiles. Peu de temps après, il a trouvé un emploi dans le magasin d'un fabricant local de chemises nommé Gala, qui se trouve toujours au même coin de rue au centre de La Corogne, et a appris à coudre des vêtements à la main.
En 1950, il commence à travailler dans la mercerie La Maja, où travaillaient déjà son frère Antonio, sa sœur Pepita, puis Rosalía Mera, qui deviendra plus tard sa première épouse.
En 1963, il crée Confecciones Goa, fabricant et vendeur de robes de chambre.
Il réalise avec succès un pull en shetland qu'il commercialise aux étudiants de Saint-Jacques de Compostelle, avant d'ouvrir avec son épouse Rosalía Mera en 1975 le premier magasin Zara en Espagne ; il en compte 5 de plus quatre ans après, et plus de 5 500 de nos jours (Massimo Dutti, Oysho, Zara Home, Kiddy's Class, Tempe, Stradivarius, Pull and Bear, Bershka dont plus de 1 800 sous l'enseigne Zara).
Marié deux fois (avec Rosalía Mera cofondatrice d'Inditex et qui s'est occupée ensuite de la fondation Amancio Ortega avec sa fille, puis depuis 2001 avec Flora Pérez Marcote ex-employée de Zara), il est souvent représenté par sa seconde femme lors des mondanités.
En 2009, il a été nommé Chevalier Grand-Croix de l'Ordre du Mérite Civil.
En 2011, il part à la «retraite». Mais il reste le premier actionnaire de Zara avec 59,3 % des parts.
En juillet 2017, lors des Prix AEF, l'Association des Fondations Espagnoles a décerné à Amancio Ortega le premier prix de l’Initiative philanthropique.
En novembre 2021, il annonce se lancer dans les énergies renouvelables avec l’acquisition des parts d'une ferme éolienne (49 %), valorisée à hauteur de 500 millions d'euros.
En 2022, selon le magazine financier Forbes, sa fortune est estimée à 83 milliards de dollars américains, il est donc en douzième position sur la liste des milliardaires du monde de Forbes. En 2024, le même magazine américain le désigne à la tête d’une fortune de plus de 103 milliards de dollars, et ainsi comme étant l'homme le plus riche d'Espagne.

### Succession
Le 19 juillet 2011, Amancio Ortega Gaona quitte ses fonctions de président (mais reste l'actionnaire majoritaire avec 59,3 % des parts), pour laisser sa place à Pablo Isla (entré au sein du groupe en 2005) qui prend son poste à l'âge de 47 ans.

## Vie personnelle
Amancio Ortega a deux filles : Sandra Ortega Mera et Marta Ortega Pérez,.
Il possède deux yachts : « Drizzle » et « Valoria B », ainsi qu'un jet Gulfstream G650.

### Marta Ortega
Le gendre d'Amancio Ortega, Carlos Mato, mais surtout l'une de ses deux filles, Marta, née en 1984, de son second mariage, sont régulièrement pressentis par les médias pour prendre un jour sa succession à la tête du groupe Inditex,. « Ortega exerce le pouvoir dans l’ombre ; il attend patiemment que sa fille soit prête pour qu’elle lui succède ».
En avril 2022, Marta Ortega reprend les rênes de la société et opère pour ses produits en vente un tournant de l'ancienne fast fashion vers le luxe.